# Дерек Рід
Дерек Егаттер Рід (англ. Derek Agutter Reid; 1927–2006) — англійський міколог, один з найвпливовіших мікологів XX століття.

## Біографія
Дерек Рід народився 2 вересня 1927 року в місті Лейтон-Баззард на території графства Бедфордшир. Батьки Ріда займалися виробництвом рамок для фотографій. Дерек навчався в школі в Лейтон-Баззарді, потім служив у британській армії. Після цього Рід продовжив навчання в Університеті Халла, де він отримав ступінь бакалавра з ботаніки та геології. У 1950 році Рід став членом Бедфордширського клубу природної історії.
З 1951 року Рід працював в Королівських ботанічних садах К'ю . У 1964 році він отримав ступінь доктора філософії в Лондонському університеті. Дерек Рід активно подорожував . Він збирав і визначав зразки грибів в Європі, Африці, Північній і Центральній Америці і Австралії.
У 1953 році Рід одружився з Памелою Сейч, з якою познайомився на одному з мікологічних зборів. Їхній син Девід потім став конхологом. Однак через кілька років Дерек і Памела розлучилися, і в 1987 році Рід одружився з Шиле Гловер. У тому ж році він пішов на пенсію. У 1989 році Рід на запрошення професора Альберта Ейкера деякий час викладав в Університеті Преторії в Південній Африці. У 1980 році була видана популярна книга-визначник Дерека Mushrooms and Toadstools. Рід вніс великий вклад у вивчення мухоморів Австралії і Південної Африки.
Дерек Егаттер Рід помер 18 січня 2006 року в Чичестері..

## Деякі наукові роботи
- Reid, DA (1962). Notes on fungi which have been referred to the Thelephoraceae sensu lat . Persoonia 2 (2): 109—169, 59 figs.
- Reid, DA; Austwick, PKC (1963). An annotated list of the less common Scottish Basidiomycetes . Glasgow Naturalist 18 (6): 255—336.
- Reid, DA (1964). Notes on some fungi of Michigan. I. Cyphellaceae. Persoonia 3 (1): 97-154, 52 figs.
- Reid, DA (1965). A monograph of the stipitate stereoid fungi. Beihefte zur Nova Hedwigia 18: 1-388.
- Dennis, RWG ; Reid, DA; Spooner, BM (1977). The fungi of the Azores. Kew Bulletin 32 (1): 85-136.
- Oldridge, SG; Pegler, DN ; Reid, DA; Spooner, BM (1986). A collection of fungi from Pahang and Negeri Sembilan (Malaysia). Kew Bulletin 41 (4): 855—872.
- Reid, DA (1990). The Leucocoprinus badhamii complex in Europe: species which redden on bruising or become green in ammonia fumes . Mycological Research 94 (5): 641—670.

## Види, названі на честь Д. Ріда[3]
- Amanita reidii Eicker & Greuning, 1993
- Corticium reidii K.S.Thind & S.S.Rattan, 1972 [syn.  Ceraceomyces reidii (K.S.Thind & S.S.Rattan) S.S.Rattan, 1977]
- Cystolepiota adulterina f. reidii Bon, 1981
- Hygrocybe reidii Kühner, 1976
- Inocybe albidodisca var. reidii Stangl & J.Veselský, 1975 [syn.  Inocybe pruinosa R.Heim, 1931]
- Peniophora reidii Boidin & Lanq., 1983
- Stereopsis reidii Losi & A.Gennari, 1997
- Volvariella reidii Heinem., 1978